# Hermann von Spaun
baron Hermann von Spaun, avstro-ogrski admiral in politik, * 9. maj 1833 Dunaj, † 28. maj 1919 Gorica.

## Odlikovanja in nagrade
- red železne krone